# Иванчино (Касимовский район)
Иванчино — село в Касимовском районе Рязанской области. Входит в Савостьяновское сельское поселение

## География
Находится в северо-восточной части Рязанской области на левобережье Оки на расстоянии приблизительно 21 км на восток-северо-восток по прямой от районного центра города Касимов.

## История
Упоминается с 1782 года. В 1826 году здесь была построена Предтечинская церковь. В 1862 году здесь (тогда село Елатомского уезда Тамбовской губернии) было учтено 17 дворов, в 1911—148.

## Население
Численность населения: 126 человек (1862 год), 277 (2014), 292 в 2002 году (русские 95 %), 308 в 2010.